# Pleuranthodium racemigerum
Pleuranthodium racemigerum är en enhjärtbladig växtart som först beskrevs av Ferdinand von Mueller, och fick sitt nu gällande namn av Rosemary Margaret Smith. Pleuranthodium racemigerum ingår i släktet Pleuranthodium och familjen Zingiberaceae. Inga underarter finns listade i Catalogue of Life.